# Sara
Sara (hebreo:שרה Śārā, árabe: سَارَة Sāra, griego: Σάρα Sára, latín: Sara) fue según la Biblia, la esposa de Abraham y madre de Isaac. También era medio hermana de su esposo y unos diez años más joven.
El libro del Génesis dice que su nombre original era Sarai (hebreo: שרי Saray) pero Yahveh la enaltece llamándola "Sara" antes de concederle el milagro de tener un hijo a la edad de noventa años. La Biblia cuenta que en un principio Sara había incitado a Abraham a tener un hijo con su esclava Agar pero más tarde, después del nacimiento de Isaac, expulsó a dicha mujer y a su hijo Ismael. En su muerte fue enterrada por Abraham.

## Antroponimia
El nombre "Sara" tiene el verbo SaR (שר) que significa "gobernar, mandar o reinar" y este de la raíz SaRaR (שרר). Tiene una gran importancia  en la Antigua cultura cananea, por ejemplo la gran madre diosa de los cananeos Astarot conocida en Israel como Asera (אשרה pron. quizá como [Asará o Esará]) era lugar donde los israelitas le rendían culto, por la cual se les acusa de idolatría.
La tercera persona (El/Ella, Aquel) en hebreo es Y (י), por lo que si se conjuga con el verbo SaR (שר), este ejerce sobre el verbo y da como resultado SaRaY (שרי) "El/Ella gobierna" y designa una persona de alto rango. La he (ה) final forma una especie de absolutismo, un singular SaR-A (gobernar- la única), por lo que tradicionalmente se dice que Sara significa 'La princesa' o 'La reina'.

## En la literatura
El Talmud señala que Sara era tan hermosa que a su lado las otras mujeres parecían monos y ni siquiera los duros viajes junto a Abraham afectaron su belleza. El Talmud afirma además que Sara fue superior a Abraham en los dones de profecía siendo como una "corona" para su marido. Abraham oía y obedecía sus palabras pues reconocía su superioridad espiritual. Además Sara sería la única mujer con quien Dios se comunicó directamente, ya que las demás profetisas mencionadas en la Biblia recibieron mensajes de Dios por medio de ángeles. Su nombre original era "Sarai", pero posteriormente se le llamó "Sara" (princesa), por orden del Dios de los judíos.

### En tierras del faraón
Según el Talmud, durante el viaje a Egipto Abraham escondió a su esposa en un baúl para que nadie pudiera verla. Cuando llegaron a la frontera de Egipto, el baúl fue inspeccionado por unos oficiales que insistieron en ver su contenido para determinar el monto de los impuestos. Cuando finalmente abrieron el baúl surgió una luz que emanaba de la misma belleza de Sara. Entonces los oficiales comenzaron a competir unos con otros por comprar a Sara ofreciendo altas sumas de dinero a Abraham. Cuando finalmente Sara fue llevada ante el Faraón, dijo que Abraham era su hermano por lo que el rey le dio muchos regalos. Como una prueba de su amor, el rey puso a nombre de Sara sus propiedades dándole como herencia la tierra de Gosén. Por esta razón, los israelitas más tarde habrían vivido en esa tierra En la tradición post-bíblica el rey llegó incluso a darle a Sarai su propia hija como esclava. Sarai oró a Dios para que la salvara del rey, y Dios le respondió enviando a un ángel que golpeaba al rey cada vez que este trataba de tocarla. El faraón, asombrado al sentir los golpes, le habló amablemente a Sarai quien terminó confesando que Abraham era en realidad su esposo. Entonces el rey dejó de molestarla Según otra versión, el rey persistió en acosar a Sara aún después de que le confesara que estaba casada. Entonces el ángel golpeó al rey con tanta fuerza que lo dejó herido advirtiéndole que no siguiera molestando a Sara. De acuerdo a una tradición, cuando el faraón vio estos milagros de parte de Sara decidió darle a su hija Agar como esclava diciendo: "es mejor que mi hija sea esclava en la casa de esta mujer que ama de cualquier otra casa". Abimelec actuó de una forma similar. Al comienzo Sara trataba bien a su esclava Agar e incluso le pedía a las mujeres que la visitaban que visitaran también a Agar. Más tarde, cuando Abram dejó embarazada a Agar, esta comenzó a despreciar a Sarai. Según el Talmud, Sara trató duramente a su esclava imponiéndole trabajos pesados y hasta llegó a golpearla.

### Nacimiento de Isaac

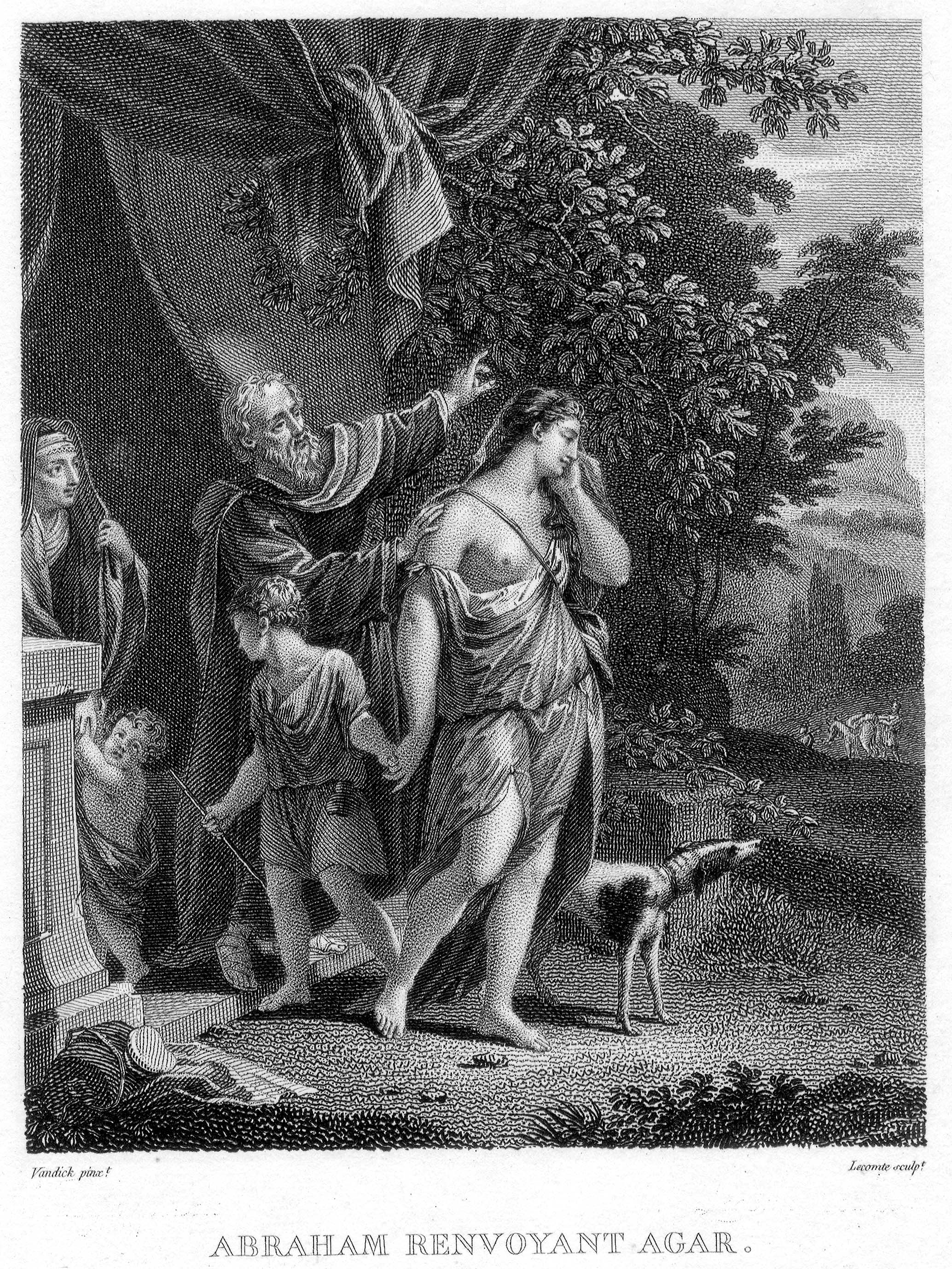
Destierro de Agar, Etching. À Paris chez Fr. Fanet, Éditeur, Rue des Saints Pères n.° 10. Grabado del.
Sara aparece con el pequeño Isaac a la izquierda de Abraham, observando como Abraham expulsa a Agar y su hijo Ismael.

Según el Talmud, originalmente Sarai (Sara) estaba destinada a vivir hasta los 175 años de edad pero le fueron quitados 48 años por haberse quejado a Abraham, culpándolo de que Agar le hubiese perdido el respeto
Sara era estéril hasta que recibió un milagro después de que su nombre fuese cambiado de "Sarai" a "Sara". Cuando su fertilidad fue restaurada dio a luz a Isaac, pero la gente no creyó que fuese un milagro sino que decían que el patriarca y su esposa habían adoptado un bebé huérfano simulando que era su propio hijo. Más tarde Abraham invitó a todos los hombres importantes a un banquete para celebrar el destete de Isaac. Sara también invitó a las mujeres quienes trajeron a sus propios hijos. En esa ocasión Sara le dio de mamar de sus propios pechos a todos los niños convenciendo a los invitados que el nacimiento de Isaac realmente había sido un milagro. Leyendo conforme lo que está escrito en la Biblia, se dice que Sara era una mujer estéril que nunca cesó en la oración ni la fe en Dios, hasta que recibió el milagro de tener a un hijo llamado de nombre Isaac.

### Muerte
Otra leyenda posterior relacionaba la muerte de Sara al sacrificio de Isaac. Había dos versiones de la historia. De acuerdo a una de ellas, Samael vino y le dijo: "tu esposo tomó al niño y lo sacrificó. El niño gimió y lloró pero no pudo escapar de su padre". Entonces Sara comenzó a llorar amargamente y finalmente murió de tristeza. Según otra versión, Satanás se disfrazó de viejo y le dijo a Sara que Isaac había sido sacrificado. Sara, creyendo que era cierto, lloró amargamente, pero más tarde se consoló a sí misma pensando que el sacrificio había sido ofrecido por mandato de Dios, y partió de Beer-sheba a Hebrón preguntando a todos los que encontraba en el camino si sabían qué dirección había tomado Abraham. Entonces Satanás vino de nuevo en forma humana y le dijo que no era cierto que Isaac hubiese sido sacrificado, sino que estaba vivo y que pronto volvería con su padre. Al oír esto Sara murió de gozo en Hebrón. Abraham e Isaac regresaron a su hogar en Beer-sheba y al no hallar a Sara fueron a Hebrón donde la encontraron muerta.
Sin embargo, según la Biblia, Sara vivió hasta que su hijo Isaac tuvo 37 años (Génesis 23:1). Él estuvo junto a su madre hasta su muerte a los 127 años. También leyendas tardías añadían que durante la vida de Sara su casa estuvo siempre abierta a la hospitalidad, el dinero se multiplicaba milagrosamente, una lámpara ardía desde la noche del sábado a la noche del sábado siguiente y una columna de nubes se posaba sobre la entrada de su tienda.